# Route nationale 6 (Croatie)
Pour les articles homonymes, voir Route nationale 6 et D6.
La route nationale 6 (en croate Državna cesta D6), abrégée D6 est une route nationale qui s'étend de Jurovski Brod, à la frontière slovène au nord-ouest via Karlovac, Vojnić, Glina, Dvor et se terminant au poste frontière de Dvor au sud-est. Elle est longue de 134,65 km.